# Roberto del Río
Roberto Alejandro Rendón de Los Ríos y Guichard Soto(Santiago de Chile, 30 de abril de 1859 - ibídem, 26 de mayo de 1917), fue un destacado doctor chileno, pionero de la enseñanza de la pediatría, y el segundo director, en los primeros años del siglo XX, del Hospital que hoy lleva su nombre.

## Biografía
Hijo de Cástor del Río Arriarán y Matilde Soto Aguilar, fue hermano de otro médico, Alejandro del Río. Ingresó en 1876 en la Facultad de Medicina de la Universidad de Chile, obteniendo el título de médico cirujano en 1883, dedicándose desde entonces a las enfermedades infantiles.
Se casó con Josefa Soto-Aguilar.
En 1888 fue nombrado profesor de "enfermedades de niños" en la Facultad de Medicina de la Universidad de Chile, siendo académico de Pediatría hasta 1910.
En el año 1900, a raíz de una gran epidemia de sarampión, acogió la convocatoria de su tío Manuel Arriarán para crear el primer hospital de niños del país. 
Asumió la dirección del establecimiento tras la muerte de Arriarán, en 1907, cargo que ocupó hasta su muerte.
Durante vastos años de ejercicio profesional fue pionero y gestor del desarrollo de la atención médica infantil en Chile.

## Reconocimiento
En el Hospital Roberto del Río, hoy la institución de mayor complejidad para la atención pediátrica en Chile, y que lleva su nombre desde su fallecimiento, su retrato tiene un lugar destacado en el auditorio central, donde se realiza la mayor parte de las reuniones académicas y científicas.
- Datos: Q6110070